# Muscle fléchisseur profond des doigts de la main
Pour les articles homonymes, voir FDP.
Le muscle fléchisseur commun profond des doigts de la main (ou muscle fléchisseur perforant ou muscle fléchisseur commun profond des doigts) est un muscle de l'avant-bras. C'est un muscle du plan profond de la loge antébrachiale antérieure.
Son abréviation scientifique est FDP (Flexor digitorum profundus muscle).

## Origine
Le muscle fléchisseur commun profond des doigts de la main se fixe sur les trois quarts supérieurs des faces antérieure et médiale de l'ulna, sur la face médiale du processus coronoïde de l'ulna, sur les deux tiers médiaux de la membrane interosseuse de l'avant-bras et sur le bord interosseux du radius. 

## Trajet
Le muscle fléchisseur commun profond des doigts de la main se dirige verticalement, se divise en quatre tendons au tiers inférieur de l'avant bras qui traversent le canal carpien dans le plan profond destinés aux quatre doigts longs (index, majeur, annulaire et auriculaire).
Les tendons entrent dans la gaine digitale en avant du plan ostéo-capsulaire des articulations métacarpo-phalangiennes (MCP), interphalangiennes proximales (IPP) et interphalangiennes distales (IPD). Ils perforent les tendons correspondants du muscle fléchisseur superficiel des doigts.

## Insertion
Les tendons du muscle fléchisseur profond des doigts de la main se terminent sur les parties diaphysaire des phalanges distales des quatre derniers doigts.

## Innervation
Le muscle fléchisseur profond des doigts de la main est innervé par le nerf interosseux antébrachial antérieur branche du nerf médian pour l'index et le majeur. Et par une branche du nerf ulnaire pour l'annulaire et l'auriculaire.

## Action
Le muscle fléchisseur profond des doigts de la main est responsable de la flexion des articulations inter-phalangiennes distales des 4 doigts longs et indirectement du poignet.

## Galerie

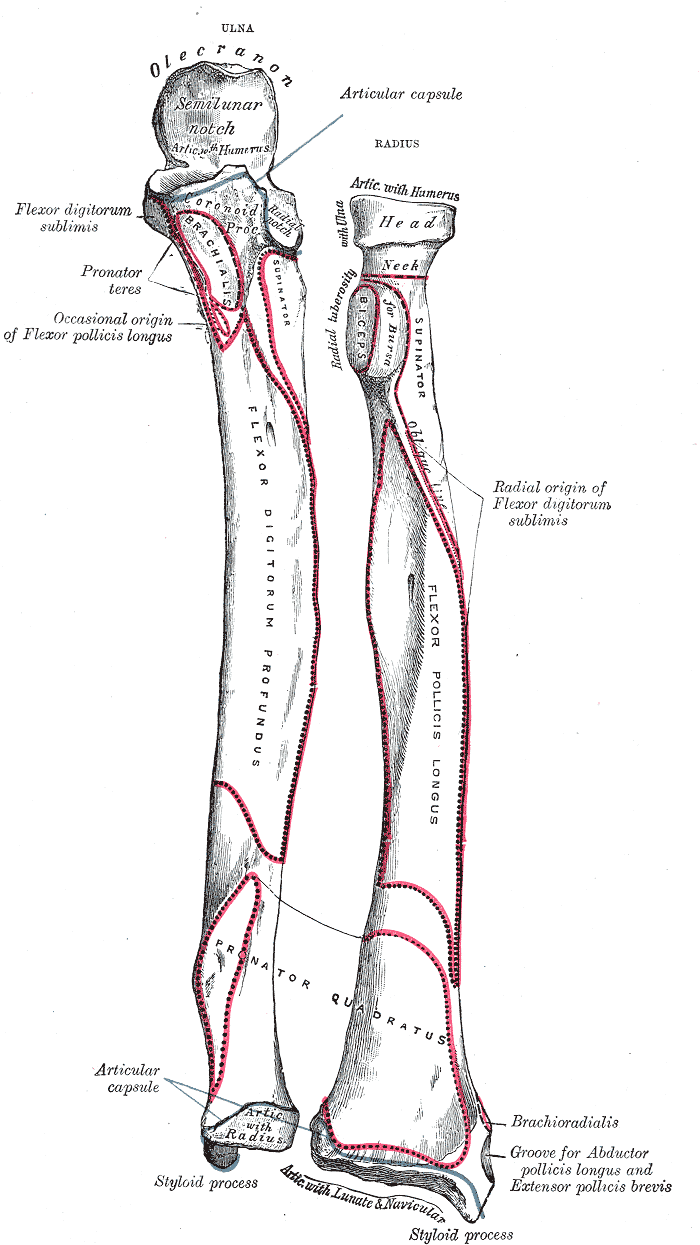
Origine ulnaire du muscle fléchisseur profond des doigts de la main (flexor digitorum profundus).
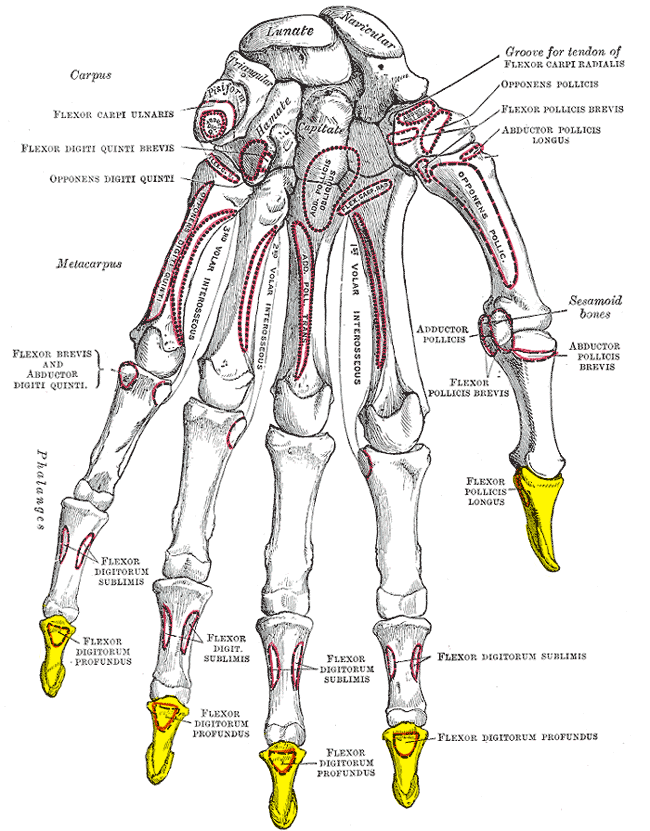
Insertions phalangiennes distales du muscle fléchisseur profond des doigts de la main (flexor digitorum profundus).
Insertion du tendon fléchisseur profond des doigts de la main (en 11)
Coupe au niveau du canal carpien indiquant les tendons du muscle fléchisseur profond des doigts de la main.